# Halálozások 1961-ben
Ez a szócikk az 1961-es évben elhunyt nevezetes személyeket sorolja fel.

## Ismeretlen hónap
| Dátum          | Név                 | Foglalkozás / tisztség                                    | Kor | Forrás |
| -------------- | ------------------- | --------------------------------------------------------- | --- | ------ |
| Ismeretlen nap | Bittó Dénes         | földbirtokos, politikus, főispán, országgyűlési képviselő | 085 | —      |
| Ismeretlen nap | Folyovich Endre     | erdélyi magyar építészmérnök, akvarellfestő               | 079 | —      |
| Ismeretlen nap | Góth Jenő           | építész                                                   | 082 | —      |
| Ismeretlen nap | Ehrenfried Pfeiffer | német kémikus, biokémikus, antropozófus                   | 062 | —      |
| Ismeretlen nap | T. Arthur Plummer   | amerikai krimiíró                                         | 078 | —      |
| Ismeretlen nap | Roncsik Jenő        | a debreceni hivatásos tűzoltóság első tűzoltó parancsnoka | 070 | —      |

## December
| Dátum        | Név                      | Foglalkozás / tisztség                                               | Kor | Forrás |
| ------------ | ------------------------ | -------------------------------------------------------------------- | --- | ------ |
| december 30. | Paul Richter             | osztrák színész (A Nibelungok)                                       | 072 |        |
| december 29. | Szira Béla               | gimnáziumi tanár, író                                                | 071 | —      |
| december 28. | Bernard Fawcett          | Európa-bajnoki bronzérmes brit jégkorongozó, olimpikon               | 052 | —      |
| december 27. | Willem van Rekum         | olimpia ezüstérmes (1920) holland kötélhúzó                          | 069 | —      |
| december 25. | Owen Brewster            | amerikai politikus, szenátor (Maine, 1941–1952)                      | 073 | —      |
| december 25. | Otto Loewi               | Nobel-díjas zsidó származású német orvos, farmakológus               | 088 | —      |
| december 25. | Mahmud Bedalovics Umarov | világbajnok és olimpiai ezüstérmes (1956) szovjet-kazak sportlövő    | 037 | —      |
| december 24. | Robert Hillyer           | Pulitzer-díjas amerikai költő                                        | 066 |        |
| december 24. | Rittich Jenő             | olimpiai ezüstérmes (1912) tornász                                   | 072 | —      |
| december 23. | Kurt Meyer               | német Waffen-SS katonatiszt                                          | 051 | —      |
| december 22. | Gustaf Rosenquist        | olimpiai bajnok (1908) svéd tornász                                  | 074 | —      |
| december 21. | Baldo Baldi              | olimpiai bajnok (1920) olasz tőr- és kardvívó                        | 073 | —      |
| december 21. | Kurt Landauer            | zsidó származású német vállalkozó, a Bayern München elnöke           | 077 | —      |
| december 21. | Lux Kálmán               | építész, restaurátor                                                 | 081 | —      |
| december 20. | Lassovszky Károly        | csillagász, geofizikus                                               | 064 | —      |
| december 20. | Earle Page               | ausztrál politikus, miniszterelnök (1939)                            | 081 |        |
| december 19. | Kalle Kustaa Paasia      | olimpiai bronzérmes (1908) finn tornász                              | 078 | —      |
| december 19. | John Van Alphen          | belga labdarúgó, hátvéd, középpályás                                 | 047 | —      |
| december 18. | Friedrich Domin          | német színész                                                        | 059 | —      |
| december 15. | Csörgey Titusz           | ornitológus és festőművész                                           | 086 | —      |
| december 15. | Jean Piot                | olimpiai- (1932) és világbajnok francia vívó                         | 071 | —      |
| december 11. | Alexandru Săvulescu      | román labdarúgóedző, szövetségi kapitány                             | 063 | —      |
| december 8.  | Zsámboki Miklós          | gordonkaművész                                                       | 071 |        |
| december 7.  | Albert Geromini          | világbajnok ezüst- és olimpiai bronzérmes (1928) svájci jégkorongozó | 065 |        |
| december 7.  | Segner Pál               | teniszező, legfőbb számvevőszéki segédtitkár, majd alelnök           | 085 |        |
| december 7.  | Wiczián Dezső            | teológiai tanár                                                      | 060 |        |
| december 6.  | Frantz Fanon             | francia filozófus, pszichiáter                                       | 036 |        |
| december 5.  | Aage Walther             | olimpiai ezüstérmes (1920) dán tornász                               | 064 |        |
| december 1.  | Latabár Árpád            | színész                                                              | 058 |        |

## November
| Dátum        | Név                                     | Foglalkozás / tisztség                                             | Kor | Forrás |
| ------------ | --------------------------------------- | ------------------------------------------------------------------ | --- | ------ |
| november 30. | Raffy Ádám                              | orvos, regényíró, műfordító                                        | 063 | —      |
| november 29. | Paksi József                            | pártmunkás, asztalos                                               | 077 | —      |
| november 29. | Szőke Béla                              | régész, a történész, az érsekújvári múzeum alapítója és igazgatója | 048 | —      |
| november 28. | Gyenes Rózsa                            | író, újságíró, műfordító                                           | 057 | —      |
| november 27. | Beöthy István                           | magyar származású francia szobrász                                 | 064 | —      |
| november 26. | Styles Bridges                          | amerikai politikus, szenátor (New Hampshire, 1937–1961)            | 063 | —      |
| november 26. | Szeberényi János                        | orvos                                                              | 065 | —      |
| november 25. | Györgyi Dénes                           | építész                                                            | 075 | —      |
| november 24. | Ruth Chatterton                         | amerikai színésznő, író                                            | 068 | —      |
| november 22. | Aleksandër Xhuvani                      | albán nyelvész, pedagógus, tankönyv- és szótáríró                  | 073 | —      |
| november 21. | Mező Ferenc                             | sporttörténész, tanár, olimpiai bajnok                             | 076 | —      |
| november 18. | Frederik Willem Zeylmans van Emmichoven | holland antropozófus orvos, pszichiáter                            | 067 | —      |
| november 18. | Istenes Károly                          | gyógypedagógus                                                     | 081 | —      |
| november 18. | Eduard Kazimirovics Tissze              | szovjet filmoperatőr                                               | 074 | —      |
| november 15. | Johanna Westerdijk                      | holland növénypatológus, az első női egyetemi tanár Hollandiában   | 078 | —      |
| november 14. | Solthy György                           | színész                                                            | 057 | —      |
| november 7.  | Szondy György                           | író, pedagógus                                                     | 072 | —      |
| november 3.  | Fodor István                            | újságíró, rendező, helytörténész, postasegédtiszt                  | 068 | —      |
| november 2.  | Báron Sándor                            | orvos                                                              | 075 | —      |
| november 2.  | Harriet Bosse                           | német származású norvég-svéd színésznő                             | 083 | —      |
| november 1.  | Delly-Szabó Géza                        | erdélyi magyar zeneszerző, karnagy                                 | 078 | —      |
| november 1.  | Kövesi Antal                            | gépészmérnök                                                       | 085 | —      |
| november 1.  | Mund Hugó                               | festőművész, grafikus                                              | 069 | —      |
| november 1.  | Vértes Marcell                          | festő, grafikus, illusztrátor                                      | 066 | —      |

## Október
| Dátum       | Név                      | Foglalkozás / tisztség | Kor | Forrás |
| ----------- | ------------------------ | --- | --- | ------ |
| október 31. | Alberto Chividini        | világbajnoki (1930) ezüstérmes argentin válogatott labdarúgó                                                                            | 054 | —      |
| október 30. | Luigi Einaudi            | olasz közgazdász, politikus, köztársasági elnök (1948–1955)                                                                             | 087 |        |
| október 26. | Aradi Aranka             | színésznő | 079 | —      |
| október 26. | Milan Stojadinović       | jugoszláv-szerb közgazdász, politikus, miniszterelnök (1935–1939)                                                                       | 073 | —      |
| október 25. | Sheridan Downey          | amerikai politikus, szenátor (Kalifornia, 1939–1950)                                                                                    | 077 | —      |
| október 23. | Korda Zoltán             | filmrendező és producer | 066 | —      |
| október 23. | Vincenzo Orlandini       | olasz nemzetközi labdarúgó-játékvezető                                                                                                  | 051 | —      |
| október 22. | Aloïs van de Vyvere      | belga politikus, miniszterelnök (1925)                                                                                                  | 090 | —      |
| október 21. | Gilberto de Almeida Rêgo | brazil nemzetközi labdarúgó-játékvezető                                                                                                 | 080 | —      |
| október 21. | Karl Korsch              | német marxista filozófus és jogász | 075 | —      |
| október 19. | Benkhard Ágost           | festő | 079 | —      |
| október 19. | Sergio Osmeña            | Fülöp-szigeteki politikus, köztársasági elnök (1944–1946)                                                                               | 083 |        |
| október 19. | Mihail Sadoveanu         | román író | 080 | —      |
| október 18. | Somkuthy József          | katonatiszt, politikus, hadügyminiszter (1936)                                                                                          | 078 | —      |
| október 17. | Gyulai György            | sportoló, ejtőernyős világbajnok, testnevelő tanár                                                                                      | 033 | —      |
| október 16. | Haselbeck Olga           | opera-énekesnő (mezzoszoprán, szoprán)                                                                                                  | 077 | —      |
| október 15. | Bródy Ernő               | ügyvéd, politikus, országgyűlési képviselő, számvevőségi ellenőr                                                                        | 088 | —      |
| október 14. | Paul Ramadier            | francia politikus, miniszterelnök (1947)                                                                                                | 073 | —      |
| október 13. | Maya Deren               | ukrán-zsidó származású amerikai avantgárd filmrendező, filmszínész, filmelméleti szakember, táncos, koreográfus, költő, író, fényképész | 044 | —      |
| október 13. | Karmenu Psaila           | katolikus pap, Málta nemzeti költője, a máltai himnusz szerzője                                                                         | 089 | —      |
| október 12. | Nyikolaj Bogoszlovszkij  | szovjet-orosz irodalomkritikus | 056 | —      |
| október 11. | Mayer Imre               | nyelvész, tanár | 076 | —      |
| október 8.  | John D. Hertz            | magyar származású amerikai üzletember, lótenyésztő                                                                                      | 082 | —      |
| október 7.  | Halmos János             | operaénekes (tenor) | 073 | —      |
| október 3.  | Grősz József             | római katolikus pap, szombathelyi püspök, kalocsai érsek                                                                                | 073 | —      |
| október 1.  | Spitz Illés              | válogatott labdarúgó, csatár, edző | 059 | —      |

## Szeptember
| Dátum          | Név                   | Foglalkozás / tisztség                                                                                 | Kor | Forrás |
| -------------- | --------------------- | --- | --- | ------ |
| Ismeretlen nap | Honti Nándor          | festő, grafikus                                                                                        | 083 | —      |
| szeptember 28. | Jávorka Sándor        | Kossuth-díjas botanikus, az MTA levelező (1936), rendes (1943), majd igazgató (1946) tagja             | 078 | —      |
| szeptember 22. | Guy de Luget          | olimpiai bajnok (1924) francia tőrvívó                                                                 | 077 | —      |
| szeptember 20. | Andrzej Munk          | lengyel filmrendező                                                                                    | 039 | —      |
| szeptember 18. | Dag Hammarskjöld      | Nobel-békedíjas svéd diplomata, az ENSZ második főtitkára (1953–1961)                                  | 056 |        |
| szeptember 18. | Pályi Márton          | orvos, higiénikus                                                                                      | 069 | —      |
| szeptember 18. | Monrad Wallgren       | amerikai politikus, szenátor (Washington, 1940–1945)                                                   | 070 | —      |
| szeptember 17. | Adnan Menderes        | török politikus, miniszterelnök (1950–1960)                                                            | 062 | —      |
| szeptember 16. | Szentiványi Róbert    | római katolikus pap, egyházi író, könyvtáros, bibliográfus, egyetemi tanár                             | 080 | —      |
| szeptember 15. | Molnár Albert         | nyelvoktató, lexikográfus, lexikonszerkesztő                                                           | 059 | —      |
| szeptember 14. | Töreky Géza           | jogász, bíró, magyar királyi titkos tanácsos, felsőházi tag, a Magyar Királyi Kúria elnöke (1937–1944) | 088 | —      |
| szeptember 11. | Szántó György         | József Attila-díjas író                                                                                | 068 | —      |
| szeptember 10. | Wolfgang von Trips    | német autóversenyző, Formula–1-es pilóta                                                               | 033 | —      |
| szeptember 9.  | David Kenyon Webster  | amerikai katona, újságíró, író                                                                         | 039 | —      |
| szeptember 8.  | Színi Sebő Zoltán     | nagyváradi magyar szobrász                                                                             | 054 | —      |
| szeptember 7.  | Balázs Gyula          | orvos, toxikológus                                                                                     | 066 | —      |
| szeptember 6.  | Csajághy Károly       | bíró, a Veszprémi Királyi Törvényszék elnöke                                                           | 087 | —      |
| szeptember 6.  | Gombaszögi Frida      | színésznő                                                                                              | 070 | —      |
| szeptember 5.  | Xántusné Paull Aranka | földrajzi tankönyvíró, id. Xántus János felesége, ifj. Xántus János anyja, Xantus Barbara ükanyja      | 072 | —      |
| szeptember 1.  | Egyed Lenke           | színésznő                                                                                              | 079 | —      |

## Augusztus
| Dátum         | Név                           | Foglalkozás / tisztség | Kor | Forrás |
| ------------- | ----------------------------- | --- | --- | ------ |
| augusztus 31. | Muraközy Gyula                | református lelkész, teológus, szerkesztő, egyházi- és szépíró, műfordító                                                                   | 069 | —      |
| augusztus 30. | Charles Coburn                | Oscar-díjas amerikai színész | 084 | —      |
| augusztus 30. | Cristóbal de Losada y Puga    | perui matematikus és bányamérnök | 067 |        |
| augusztus 29. | Niels Petersen                | olimpiai ezüst- (1906) és bronzérmes (1912) dán tornász                                                                                    | 076 | —      |
| augusztus 27. | Gyenes Izsó                   | hegedűművész | 087 | —      |
| augusztus 27. | Rózsahegyi Kálmán             | színész, színészpedagógus | 087 | —      |
| augusztus 26. | Nickelsburg László            | 1956-os szabadságharcos, a Baross téri felkelőcsoport parancsnoka; a forradalmat és szabadságharcot követő megtorlás egyik utolsó áldozata | 037 | —      |
| augusztus 24. | Francesco Trombadori          | olasz festő | 075 | —      |
| augusztus 23. | Beals Wright                  | olimpiai bajnok (1904) amerikai teniszező                                                                                                  | 083 | —      |
| augusztus 22. | Orbán Ferenc                  | építész | 086 | —      |
| augusztus 21. | Pierre Georges Louis d’Hugues | francia vívó, a (nem hivatalos) 1906-os olimpián olimpiai bajnok                                                                           | 087 | —      |
| augusztus 20. | Percy Williams Bridgman       | Nobel-díjas amerikai kísérleti fizikus | 079 | —      |
| augusztus 18. | Leonhard Frank                | német író | 078 | —      |
| augusztus 15. | Kisfaludy Károly              | főmérnök, postaműszaki igazgató, cégvezető                                                                                                 | 082 | —      |
| augusztus 15. | Stanisław Łepkowski           | lengyel politikus, diplomata | 068 | —      |
| augusztus 14. | Henri Breuil                  | francia katolikus pap, régész, a paleolitikus művészet első jelentős kutatója                                                              | 084 | —      |
| augusztus 14. | Vincze Lajos                  | hivatásos katonatiszt, magyar királyi vezérkari ezredes, cserkészcsapattiszt                                                               | 063 | —      |
| augusztus 12. | Vedres Márk                   | szobrászművész | 090 | —      |
| augusztus 11. | Arturo Marpicati              | olasz író, esszéista, költő, politikus, a fasiszta direktórium egyik vezető tagja                                                          | 069 | —      |
| augusztus 11. | Ion Barbu                     | román költő és matematikus, akadémikus | 066 | —      |
| augusztus 10. | Bolváry Géza                  | filmrendező, forgatókönyvíró, színész | 063 | —      |
| augusztus 10. | Julia Peterkin                | Pulitzer-díjas amerikai író | 080 |        |
| augusztus 6.  | Szekeresi Nagy József         | Ákos község bírója | 048 | —      |
| augusztus 5.  | Hanns Seidel                  | német politikus | 059 | —      |
| augusztus 4.  | Fábián István                 | irodalomtörténész, tanár | 058 | —      |
| augusztus 4.  | Maurice Tourneur              | francia forgatókönyvíró, filmrendező | 085 | —      |
| augusztus 3.  | Tildy Zoltán                  | református lelkész, politikus, miniszterelnök (1945–1946), majd köztársasági elnök (1946–1948)                                             | 071 | —      |

## Július
| Dátum      | Név                            | Foglalkozás / tisztség                                                  | Kor | Forrás |
| ---------- | ------------------------------ | ----------------------------------------------------------------------- | --- | ------ |
| július 26. | Eino Forsström                 | olimpiai ezüst- (1912) és bronzérmes (1908) finn tornász                | 072 | —      |
| július 20. | Rottmann Mozart                | festő                                                                   | 086 | —      |
| július 19. | Mathia Károly                  | zeneszerző, karnagy, orgonista, zenetudós, katonatiszt                  | 059 | —      |
| július 19. | Klaas Schipper                 | holland nemzetközi labdarúgó-játékvezető                                | 050 | —      |
| július 18. | Deésy Alfréd                   | színész és filmrendező                                                  | 083 | —      |
| július 17. | Ty Cobb                        | amerikai baseballozó                                                    | 074 |        |
| július 17. | Herbert Pell                   | amerikai politikus, diplomata                                           | 077 | —      |
| július 16. | Bókay János                    | író, műfordító                                                          | 069 | —      |
| július 16. | Roska Márton                   | régész                                                                  | 081 | —      |
| július 15. | Rankay József                  | katona, az 1920-as szomoróci felkelés katonai vezetője                  | 062 | —      |
| július 12. | Iva Despić-Simonović           | jugoszláv szobrász                                                      | 069 |        |
| július 12. | Nagy Győry István              | hivatalnok, Erzsébetfalva főjegyzője, majd helyettes polgármestere      | 095 |        |
| július 11. | Vészi Margit                   | újságíró, festő, grafikus, Vészi József leánya, Molnár Ferenc felesége  | 076 | —      |
| július 10. | Rajnai Gábor                   | színész                                                                 | 076 | —      |
| július 8.  | Byssz Róbert                   | festő, karikaturista, grafikus, újságíró                                | 067 | —      |
| július 8.  | Himler Márton                  | magyar származású amerikai vállalkozó, újságíró, majd az FBI ügynöke    | 072 | —      |
| július 6.  | Konsztandínosz Logothetópulosz | görög politikus, a német megszállás alatt miniszterelnök (1942–1943)    | 082 |        |
| július 4.  | Max Breunig                    | német labdarúgó és edző                                                 | 072 | —      |
| július 4.  | Antonyin Lagyinszkij           | orosz költő, író, műfordító                                             | 065 | —      |
| július 3.  | Hebelt Ede                     | szociáldemokrata politikus, ügyvéd, nemzetgyűlési képviselő             | 082 | —      |
| július 2.  | Ernest Hemingway               | Nobel-díjas amerikai regényíró (Az öreg halász és a tenger), novellista | 061 |        |
| július 1.  | Berky Kató                     | színésznő                                                               | 072 | —      |
| július 1.  | Louis-Ferdinand Céline         | francia író és orvos                                                    | 067 | —      |

## Június
| Dátum      | Név                      | Foglalkozás / tisztség | Kor | Forrás |
| ---------- | ------------------------ | --- | --- | ------ |
| június 30. | Lee De Forest            | amerikai villamosmérnök, feltaláló | 087 |        |
| június 30. | Lukács Ferenc            | gyógyszerész, gyógyszertár-tulajdonos                                                                                                  | 061 | —      |
| június 29. | Zajti Ferenc             | festő, autodidakta orientalista, egyetemi tanár, könyvtáros, író                                                                       | 075 | —      |
| június 28. | Maneca (labdarúgó)       | brazil labdarúgócsatár | 035 | —      |
| június 26. | Hélène Dutrieu           | belga kerékpárversenyző, kaszkadőr, autóversenyző, pilóta és első világháborús mentőautóvezető, valamint egy katonai kórház igazgatója | 083 |        |
| június 23. | Benczúr Gyula            | magyar orvos, belgyógyász, balneológus, reumatológus, az MTA tagja                                                                     | 082 |        |
| június 22. | Mária jugoszláv királyné | román királyi hercegnő, házassága révén előbb a Szerb–Horvát–Szlovén Királyság, majd Jugoszlávia királynéja                            | 061 |        |
| június 18. | George H. Bender         | amerikai szenátor (Ohio, 1954–1957) | 064 | —      |
| június 17. | Mester Margit Mária      | katolikus apáca | 054 | —      |
| június 15. | Giulio Cabianca          | olasz autóversenyző | 038 | —      |
| június 15. | Leidenfrost Sándor       | magyar származású amerikai ipari formatervező és illusztrátor                                                                          | 073 | —      |
| június 14. | Némethy Ella             | magyar operaénekesnő (mezzoszoprán) | 070 | —      |
| június 13. | Christian Hansen         | olimpiai bronzérmes (1912) dán tornász                                                                                                 | 069 | —      |
| június 13. | Ladányi Péter            | filozófus, könyvtáros | 032 | —      |
| június 13. | René Mercet              | svájci nemzetközi labdarúgó-játékvezető                                                                                                | 062 | —      |
| június 13. | Domingo Soler            | mexikói színész (Vámonos con Pancho Villa)                                                                                             | 060 |        |
| június 7.  | Chester Barnard          | amerikai vállalatigazgató | 074 | —      |
| június 6.  | Carl Gustav Jung         | svájci pszichiáter, pszichológus, analitikus                                                                                           | 085 |        |
| június 6.  | Alfons Karpiński         | lengyel festőművész | 086 | —      |
| június 6.  | Walter Kirk              | ausztrál katona, pilóta, az első világháború idején                                                                                    | 073 | —      |
| június 2.  | Per Mathisen             | olimpiai bajnok (1912) norvég tornász                                                                                                  | 076 | —      |

## Május
| Dátum     | Név                    | Foglalkozás / tisztség                                               | Kor | Forrás |
| --------- | ---------------------- | -------------------------------------------------------------------- | --- | ------ |
| május 30. | Rafael Trujillo Molina | a Dominikai Köztársaság vezetője 1930-tól egészen haláláig           | 069 | —      |
| május 29. | Arnold Gesell          | amerikai pedagógus, gyermekpszichológus                              | 080 | —      |
| május 27. | Kássa Gábor            | festőművész                                                          | 067 | —      |
| május 26. | Klimó István           | festőművész                                                          | 077 | —      |
| május 24. | Nagy Lajos             | református gimnáziumi tanár                                          | 090 | —      |
| május 24. | George W. Pepper       | amerikai politikus, szenátor (Pennsylvania, 1922–1927)               | 094 | —      |
| május 24. | Szobotka Imre          | Munkácsy-díjas (1955) magyar festő                                   | 070 | —      |
| május 22. | Csáky Imre             | diplomata, politikus, külügyminiszter (1920)                         | 079 | —      |
| május 21. | Sérvulo Gutiérrez      | perui festő, költő, ökölvívó                                         | 047 | [ 10 ] |
| május 19. | Alföldy Dezső          | jogi író                                                             | 085 | —      |
| május 19. | George W. Malone       | amerikai politikus, szenátor (Nevada, 1947–1959)                     | 070 | —      |
| május 15. | Gyagyovszky Emil       | költő, újságíró, műfordító, fotós                                    | 080 | —      |
| május 15. | Zamkovszky István      | hegymászó, hegyivezető és fotós                                      | 052 | —      |
| május 13. | Gary Cooper            | kétszeres Oscar-díjas amerikai színész                               | 060 |        |
| május 13. | Nagy György            | erdélyi magyar erdőmérnök, erdészeti szakíró                         | 066 | —      |
| május 12. | Huzella Ödön           | költő, újságíró, művészettörténész                                   | 070 | —      |
| május 10. | Várnai Jenő            | színész                                                              | 089 | —      |
| május 6.  | Lucian Blaga           | román filozófus, újságíró, költő, író, dramaturg, fordító, diplomata | 065 | —      |
| május 4.  | Wouter Brouwer         | világbajnok (1923) holland vívó                                      | 078 | —      |
| május 4.  | Johannes Hengeveld     | olimpiai ezüstérmes (1920) holland kötélhúzó                         | 066 | —      |
| május 4.  | Maurice Merleau-Ponty  | francia fenomenológus                                                | 053 | —      |
| május 3.  | Dinnyés Lajos          | politikus, miniszterelnök (1947–1948)                                | 060 | —      |

## Április
| Dátum       | Név                                              | Foglalkozás / tisztség                                                                                                | Kor | Forrás |
| ----------- | ------------------------------------------------ | --- | --- | ------ |
| április 30. | Jean De Bie                                      | olimpiai bajnok (1920) belga válogatott labdarúgó, kapus                                                              | 068 | —      |
| április 29. | Novák Imre                                       | építész | 079 | —      |
| április 28. | Georg Albertsen                                  | olimpiai bajnok (1920) dán tornász                                                                                    | 0   |        |
| április 27. | Koch Nándor                                      | geográfus, geológus, válogatott labdarúgó, újságíró                                                                   | 075 | —      |
| április 23. | Csokán Pál                                       | tanító, műkedvelő történész, régész, író, könyvészeti gyűjtő                                                          | 083 | —      |
| április 22. | Soproni Horváth József                           | festőművész | 070 | —      |
| április 21. | Serafino Mazzarocchi                             | olimpiai bajnok belga válogatott labdarúgókapus(1912) olasz tornász                                                   | 071 | —      |
| április 18. | Barcza György                                    | magyar diplomata, titkos tanácsos, máltai lovag                                                                       | 072 | —      |
| április 17. | Bokor Imre                                       | író, újságíró, irodalomtörténész                                                                                      | 080 | —      |
| április 15. | Lakos Alfréd                                     | festő és grafikus | 090 | —      |
| április 13. | Gustaf Idman                                     | finn politikus, diplomata, külügyminiszter 1925-ben, finn nagykövet Magyarországon                                    | 075 | —      |
| április 12. | Sarkadi Imre                                     | Kossuth-díjas és háromszoros József Attila-díjas író, újságíró, dramaturg                                             | 039 | —      |
| április 12. | Theodor Siebert                                  | német sportoló, edző, szakíró és életreformer                                                                         | 094 | —      |
| április 12. | Wimmerth Béla                                    | katolikus pápai prelátus                                                                                              | 084 | —      |
| április 11. | Goda Gizella                                     | operaénekesnő (koloratúrszoprán)                                                                                      | 064 | —      |
| április 10. | Albrekt Almqvist                                 | svéd olimpikon, kötélhúzó (1908)                                                                                      | 080 | —      |
| április 9.  | I. Zogu albán király                             | albán politikus, miniszterelnök (1922–1924 és 1924–1925), köztársasági elnök (1925–1928), Albánia királya (1928–1939) | 065 | —      |
| április 8.  | Habsburg–Lotaringiai Mária Annunciáta főhercegnő | osztrák főhercegnő | 084 | —      |
| április 7.  | Lévy Lajos                                       | orvos, belgyógyász | 085 | —      |
| április 6.  | Jules Bordet                                     | Nobel-díjas belga immunológus és mikrobiológus                                                                        | 090 | —      |
| április 5.  | Máté Olga                                        | fényképész, fotóművész, feminista mozgalmár                                                                           | 083 | —      |
| április 3.  | Eliseo Mouriño                                   | argentin labdarúgó-középpályás                                                                                        | 033 | —      |
| április 3.  | Táray Ferenc                                     | színész, rendező, színházigazgató                                                                                     | 076 | —      |
| április 2.  | Hacsatur Kostojanc                               | szovjet-örmény neurofiziológus                                                                                        | 060 | —      |
| április 2.  | Robert Owen                                      | walesi származású brit katona, pilóta                                                                                 | 061 | —      |
| április 1.  | Udvardy Ignác Ödön                               | festőművész, rajztanár                                                                                                | 083 | —      |

## Március
| Dátum       | Név                  | Foglalkozás / tisztség                                                                   | Kor | Forrás |
| ----------- | -------------------- | ---------------------------------------------------------------------------------------- | --- | ------ |
| március 31. | Paul Landowski       | lengyel-francia szobrász                                                                 | 085 | —      |
| március 30. | Andorka Rudolf       | katonatiszt, diplomata                                                                   | 069 | —      |
| március 29. | Molnár Kálmán        | jogász, jogtudós, közíró, politikus, az MTA levelező tagja                               | 079 | —      |
| március 25. | Arthur Drewry        | sporttisztviselő, a FIFA (Nemzetközi Labdarúgó-szövetség) elnöke                         | 070 | —      |
| március 25. | Rácz Béla            | válogatott labdarúgó, középcsatár                                                        | 067 | —      |
| március 24. | Hajnal Henrik        | ügyvéd, jogi szakíró                                                                     | 083 | —      |
| március 23. | Valentyin Bondarenko | szovjet-ukrán vadászpilóta, kiválasztott és kiképzett űrhajós                            | 024 | —      |
| március 23. | Dombay János         | régész, a Baranya megyei múzeumok egykori főigazgatója                                   | 060 | —      |
| március 23. | Kühnel Márton        | német származású magyar vállalkozó és feltaláló, madárbarát                              | 076 | —      |
| március 23. | James Edward Murray  | amerikai politikus, szenátor (Montana, 1934–1961)                                        | 084 | —      |
| március 19. | Kovács Jenő József   | festőművész, grafikus                                                                    | 072 | —      |
| március 17. | Arthur R. Robinson   | amerikai politikus, szenátor (Indiana, 1925–1935)                                        | 080 | —      |
| március 15. | Benjamin Adams       | olimpiai ezüst-, és bronzérmes (1912) amerikai atléta                                    | 070 | —      |
| március 15. | Akiba Rubinstein     | lengyel sakkozó                                                                          | 080 | —      |
| március 9.  | Darvas Szilárd       | költő, humorista, konferanszié                                                           | 051 | —      |
| március 9.  | Horváth János        | Kossuth-díjas irodalomtörténész, egyetemi tanár, az MTA rendes tagja                     | 082 | —      |
| március 8.  | Thomas Beecham       | angol karmester                                                                          | 081 | —      |
| március 8.  | Szántay Lajos        | építész                                                                                  | 089 | —      |
| március 5.  | Léon Quaglia         | Európa-bajnok francia jégkorongozó, 16-szoros francia bajnok gyorskorcsolyázó, olimpikon | 065 | —      |
| március 5.  | Szerdahelyi Sándor   | újságíró, kritikus                                                                       | 076 | —      |
| március 3.  | Zales Ecton          | amerikai politikus, szenátor (Montana, 1947–1953)                                        | 062 | —      |
| március 3.  | Joseph R. Grundy     | amerikai politikus, szenátor (Pennsylvania, 1929–1930)                                   | 098 | —      |
| március 2.  | Nagy Endre           | erdélyi magyar filozófiai író, iskolatörténész                                           | 081 | —      |
| március 1.  | Gáspár Mihály        | gazdálkodó, a Demokrata Néppárt országgyűlési képviselője                                | 077 | —      |

## Február
| Dátum          | Név                         | Foglalkozás / tisztség                                                                                                | Kor | Forrás |
| -------------- | --------------------------- | --- | --- | ------ |
| Ismeretlen nap | Abdurraman Dibra            | albán politikus, a két világháború között több alkalommal különféle miniszteri állást betöltött                       | 076 | —      |
| február 28.    | Dunay Bertalan              | gépészmérnök, kardvívó                                                                                                | 083 | —      |
| február 27.    | Platt Adams                 | olimpiai bajnok (1912) amerikai atléta                                                                                | 075 | —      |
| február 27.    | Bánáthy Péter               | református lelkész | 076 | —      |
| február 26.    | Henry Brown                 | olimpiai ezüstérmes (1908) ír gyeplabdázó                                                                             | 074 | —      |
| február 26.    | Alberto Galateo             | argentin labdarúgócsatár                                                                                              | 049 | —      |
| február 26.    | V. Mohammed marokkói király | Marokkó uralkodója 1927-től                                                                                           | 051 | —      |
| február 22.    | Nick LaRocca                | olasz származású amerikai dzsesszzenész, zenekarvezető, kornettes                                                     | 071 | —      |
| február 21.    | Herczeg Jenő                | színész, kabaréművész, színházi rendező                                                                               | 074 | —      |
| február 20.    | Beczássy Judit              | író, tanár | 072 | —      |
| február 20.    | Rogács Ferenc               | pécsi püspök | 080 | —      |
| február 18.    | Johannes Birk               | olimpiai ezüstérmes (1920) dán tornász                                                                                | 067 | —      |
| február 15.    | Pécsi Mária                 | író | 076 | —      |
| február 15.    | Szömörkényi Rezső           | aradi magyar műépítész                                                                                                | 077 | —      |
| február 14.    | Mátrai Vilmos               | iparművész, festőművész, rajztanár                                                                                    | 083 | —      |
| február 13.    | Jelity Mihály               | magyarországi horvát költő, író                                                                                       | 079 | —      |
| február 12.    | John Skrataas               | olimpiai ezüstérmes (1908) norvég tornász                                                                             | 070 | —      |
| február 11.    | Fricsay Richárd             | karmester | 073 | —      |
| február 9.     | Millard Tydings             | amerikai politikus, szenátor (Maryland, 1927–1951)                                                                    | 070 | —      |
| február 7.     | Polner Ödön                 | jogász, egyetemi tanár, az MTA tagja                                                                                  | 095 | —      |
| február 6.     | Csécsy Imre                 | polgári radikális politikus, politikai író, műfordító, országgyűlési képviselő, a Társadalomtudományi Társaság elnöke | 067 | —      |
| február 6.     | Vértess Lajos               | színész, színházi rendező. A Színészkamara színművészeti főosztályának alelnöke                                       | 063 | —      |
| február 5.     | Annabring Mátyás            | bánáti magyar-német jogász, ügyvéd                                                                                    | 056 | —      |
| február 5.     | Helmuth Theodor Bossert     | német régész, hettitológus                                                                                            | 071 | —      |
| február 4.     | Alphonse Picou              | amerikai dzsesszzenész                                                                                                | 082 | —      |
| február 2.     | Takács József               | szociáldemokrata politikus, miniszter                                                                                 | 076 | —      |
| február 2.     | Anna May Wong               | kínai származású amerikai színésznő                                                                                   | 056 | —      |
| február 1.     | Broda Béla                  | pedagógus | 084 | —      |
| február 1.     | Csók István                 | kétszeres Kossuth-díjas festőművész                                                                                   | 095 | —      |

## Január
| Dátum      | Név                    | Foglalkozás / tisztség                                                                               | Kor | Forrás |
| ---------- | ---------------------- | --- | --- | ------ |
| január 28. | Ingvald Eriksen        | olimpiai ezüstérmes (1912) dán tornász                                                               | 076 | —      |
| január 28. | Gádor Béla             | József Attila-díjas (1953) magyar író, újságíró, humorista, forgatókönyvíró                          | 054 | —      |
| január 27. | Simon Rrota            | albán festő, grafikus                                                                                | 073 | —      |
| január 23. | Bíró Gyula             | válogatott labdarúgó, edző                                                                           | 070 | —      |
| január 23. | Josip Kosor            | horvát drámaíró, novellista, regényíró                                                               | 081 | —      |
| január 23. | Stemmer Ödön           | könyvkereskedő, antikvárius                                                                          | 080 | —      |
| január 22. | Háy Károly László      | festő, grafikus, díszlettervező, művészeti író                                                       | 053 | —      |
| január 22. | Franz Kuhn             | német műfordító, sinológus, a klasszikus kínai szépirodalom legjelentősebb német nyelvű tolmácsolója | 076 | —      |
| január 21. | Barkóczy József        | gazdálkodó, a Demokrata Néppárt országgyűlési képviselője                                            | 058 | —      |
| január 21. | Blaise Cendrars        | svájci születésű francia költő, író, újságíró, haditudósító                                          | 073 | —      |
| január 17. | Étienne Drioton        | francia egyiptológus, régész és katolikus kanonok                                                    | 071 | —      |
| január 17. | Patrice Lumumba        | kongói politikai vezető, az első szabadon választott miniszterelnök (1960)                           | 035 |        |
| január 16. | Viski János            | Kossuth- és Erkel-díjas magyar zeneszerző, zenepedagógus                                             | 054 | —      |
| január 14. | Barry Fitzgerald       | Oscar-díjas és Golden Globe-díjas ír színész                                                         | 072 | —      |
| január 13. | František Drtikol      | cseh fotóművész és festőművész                                                                       | 077 | —      |
| január 13. | Lem Winchester         | amerikai vibrafonos                                                                                  | 032 | —      |
| január 12. | Hatvany Lajos          | Kossuth-díjas magyar író, kritikus, irodalomtörténész, az MTA tagja, mecénás                         | 080 | —      |
| január 10. | Dashiell Hammett       | amerikai krimiíró                                                                                    | 066 | —      |
| január 9.  | Emily Greene Balch     | Nobel-díjas amerikai közgazdász, szociológus, békeaktivista                                          | 094 |        |
| január 7.  | Roth Gyula             | erdőmérnök                                                                                           | 087 | —      |
| január 6.  | Pettkó-Szandtner Tibor | huszártiszt, európai hírű lótenyésztő és fogathajtó                                                  | 074 | —      |
| január 5.  | Jack Butler            | angol labdarúgóhátvéd, edző                                                                          | 066 | —      |
| január 4.  | Győri Matild           | színésznő                                                                                            | 081 | —      |
| január 4.  | Erwin Schrödinger      | Nobel-díjas osztrák fizikus, a kvantummechanika kutatója                                             | 073 |        |